# Фючър ъф дъ Лефт
„Фючър ъф дъ Лефт“ (на английски: Future of the Left) е алтернативна рок група, произлизаща от уелския град Кардиф.

## История
Сформирана е в средата на 2005 г., след като Маклъски и Джаркрю се разпадат 2 месеца след началото на годината. Новата група се оглавява от певеца-китарист Енди Фалкъс – Фалко и барабаниста Джак Игълстоун – и двамата идващи от Маклъски, и певеца-бас китарист Келсън Матиас и бас китариста Хайуел Еванс, от Джаркрю. Еванс скоропостижно съставя нова мат рок група, Тръкърс Ъф Хъск.

## Първи прояви
Първите прояви са направени в тайна уговорка, забулваща името им в псевдоними като Герила Прес и Дед Реднек. Така се цели избягването на големи тълпи, привлечени от феновете на Маклъски и Джаркрю. Първото им представление е в Клуб Айфор Бак, намиращ се в Кардиф, на 2 юли 2006 г. Тогавашното им име е „Мукс Ъф Пасим“. Първото официално хедлайнерско шоу (както и първото, в което използват сегашното си име) е на Кемдън Барфлай, в което залата е пълна; това се случва на 1 септември 2006 г.
В края на 2006 г. триото подписва с Ту Пюр, които по-рано също издават Маклъски. Ту Пюр се закриват и групата преминава във Фор Ей Ди.

## Сингли
Първият сингъл на групата е двойната песен, „А“-страната Fingers Become Thumbs/The Lord Hates A Coward (и „Б“-страна The Fibre Provider) на 7-инчова винилова плоча. Излизат на 29 януари 2007 г. в ограничен тираж. Вестникът A Too Pure, издаден през март, оповестява, че групата ще прави концерт със завършващия сет adeadenemyalwayssmellsgood..., който ще получи половината от 7-инчова плоча, а другата половина е дадена на Уинбейго Дийл от Фиърс Панда -Рекърдс на 10 май. Фалко казват, че това ще стане „само през трупа му“. Песента е издадена като 7-инчов сингъл на 4 юни 2007 г. Тя, обаче, не бива разделяна с никой друг; „Б“-страната е сесийно парче на Би Би Си Радио Уелс, наречено March Of The Coupon Saints. На 10 септември групата издава сингъла Small Bones Small Bodies, който заема 7-инчов винил. (като The Big Wide O и I Need To Know How To Kill A Cat са „Б“-страни).

## Дебютният албум
Дебютният албум се казва Curses и излиза на 24 септември 2007 г. в Обединеното кралство и на 1 октомври в Япония. За голяма изненада на някои фенове на Джаркрю и Маклъски, групата прави крачки към песни със синтезатор (Роланд Джуно-60), изоставяйки китарата на Фалко. Като цяло отзивите на почитателите и критиката са положителни.

## Travels With Myself and Another
Фалкъс разкрива в началото на 2008 г. в онлайн блог пост, че работата по втория албум е започнала. Новият материал започва да се просмуква в концертните изпълнения на групата, включително няколко песни, в които има по-решителна употреба на синтезатора на Фалкъс. Групата привлича вниманието на Ню Мюзик Експрес и е поканена да свири на турнето по наградите на Ен Ем Ий, подкрепяйки Лес Сави Ваф в Лондон Астория.
На 8 април 2008 г. четвъртият сингъл Manchasm бива издаден. (С „Б“-страни песента от албума Suddenly It's A Folk Song и Sum Of All Parts.) Те получават препоръка за сингъл на седмицата от Ен Ем Ий. Групата прави обстойно турне през 2008 г., като сетовете понякога включват кавър-версии на песни на Маклъски. Те участват във фестивалите на Рединг и Лийдс, изпълнявайки на сцените на Ен Ем Ий и Би Би Си Радио 1 на 22 август, петък, и на 23 август, събота. Те по-късно правят турне в Щатите заедно с Against Me! и Дет Лио и Фармасистс до края на октомври 2008 г.
На 21 ноември 2008 г. групата отменя останалата част от британското, китайско и австралийско турне, за да се концентрират върху записването на нов албум. В изявление те казват:
| „ | Ние не успяхме да напишем втората плоча, и нуждата от това става все повече и повече ясна. Искаме да я направим преди лятото, за да можем следващата година да я пускаме на хората. Изваждането на представления и на всичко, което вече сме се съгласили да правим, стои против всичко, което има смисъл за бандата, и се извиняваме на всеки човек, който си е купил билет или е бил решил да дойде насам. Ще се върнем през следващата година тогава, когато можем, и обещаваме, че ще направим чакането да си заслужава. | “ |

Те издават втория си албум Travels with Myself на 22 юни 2009 г. Албумът изтича месец по-рано в Интернет и певецът Фалкъс споменава разярението си в поредица от блогове. Въпреки това, албумът получава критическа похвала, изразяваща се с 9/10 от Драунд Ин Саунд и 8/10 от Пичфорк Медия.

## Промяна в персонала
На 7 май 2010 г. Келсън Матиас обявява своето напускане на бандата, което оповестява в блог на профила в Майспейс.
В същия ден, в друг блог, Енди Фалкъс обявява, че Стивън Ходсън (бас китаристът на Оушънсайз и Конг) ще дойде като заместник на бас китарата за бъдещите им представления. Освен това, става ясно, че групата ще има „четвърти член, който скоро ще бъде разкрит, и чиято главна роля в групата ще бъде да свири на китара и да се държи като шибан маниак.“ Групата прави летни концерти в Обединеното кралство и работят по нов материал за третия албум, като някои от тях са изсвирени на тези изяви.
Джулия Рузицка, бивш член и съосновател на Милион Дед, прави концертния си дебют с групата на 17 септември, и в блога на Майспейс на Фючър Ъф Дъ Лефт е потвърдено, че Рузицка ще има постоянна роля.
На 6 ноември 2010 г. Фалко потвърждава, по новините от туитърския профил на групата, че са в студиото и записват нови песни. През януари 2011 г., в интервю за undercover.fm Фалко обявява, че новият албум ще бъде пуснат през септември.

## The Plot Against Common Sense
През ноември 2011 г. групата издава съдържащия шест парчета ий-пи Polymers Are Forever. Фалко обявява в своя блог, че новият албум е завършен, носи името The Plot Against Common Sense, и се състои от петнадесет песни.
Албумът е издаден на 11 юни 2012 г. и е предшестван от сингъла Sheena is a T-Shirt Salesman на 12 март. Видеоклипове за I Am The Least Of Your Problems и Failed Olympic Bid също са издадени. През ноември групата издава ий-пи от демо версии, генерирани от сесиите по албума, с името Man Vs Melody

## How To Stop Your Brain In An Accident
През май 2013 г. е обявено, че Фючър Ъф Дъ Лефт ще потърси обществено финансиране за следващия си албум, чрез уебсайта Pledge. Фондонабирателната цел на албума е постигната само след няколко часа.
Групата награждава благотворителните лица с четиричастен ий-пи, озаглавен Love Songs For Our Husbands. Той е издаден на 1 юли, чрез техния собствен, нов лейбъл, Прескрипшънс Мюзик. Пълната версия на новия албум, носещ името How To Stop Your Brain In An Accident, се появява в стрийминг вариант на 21 октомври, а на пазара излиза физическия формат на 28 октомври. Освен това, сесийно ий-пи за албума също е обявено, носещо името Human Death.